# Almidón sintasa
La almidón sintasa (EC 2.4.1.21) es una enzima que cataliza la síntesis del polímero almidón. Cataliza la adición de una molécula de glucosa al almidón en formación mediante la reacción:
(1,4-α-D-glucosil)n + ADP-glucosa {\displaystyle \rightleftharpoons } (1,4-α-D-glucosil)n+1 + ADP
La enzima también produce glucógeno en células bacterianas. La enzima similar (glucógeno sintasa) de los mamíferos utiliza UDP-glucosa para producir glucógeno.